# Poecilohetaerus albolineatus
Poecilohetaerus albolineatus är en tvåvingeart som först beskrevs av Friedrich Georg Hendel 1910.  Poecilohetaerus albolineatus ingår i släktet Poecilohetaerus och familjen lövflugor. Inga underarter finns listade i Catalogue of Life.